# Falochrony w Świnoujściu

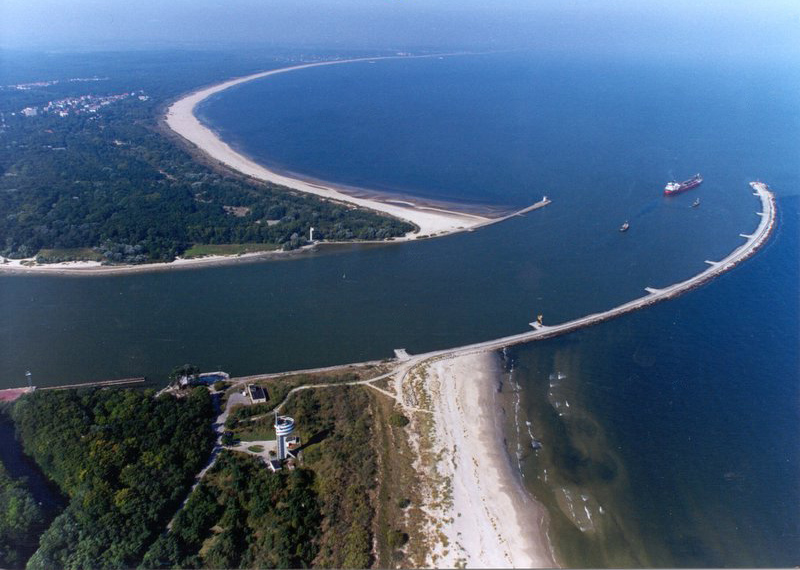
Widok z lotu ptaka od strony wschodniej

Falochrony w Świnoujściu – falochrony znajdujące się w Świnoujściu, wzniesione w latach 1818–1823 i zbudowane głównie z kamienia.

## Geneza
Powstanie falochronów wymusiła rosnąca handlowa i militarna ranga tego portu, będącego jedyną pełnomorską bramą wejściową do Szczecina. Występujące w tym rejonie Zatoki Pomorskiej warunki hydrogeologiczne powodowały stałe nanoszenie od strony morza dużych ilości piasku i ciągłe zamulanie ujścia Świny - cieśniny, łączącej Zalew Szczeciński z morzem. W celu powstrzymania tego zjawiska, na rozkaz króla pruskiego Fryderyka Wilhelma III w 1818 roku rozpoczęto budowę falochronów, które aby mogły właściwie spełnić swą rolę, musiały przybrać nie wymagane w żadnym innym miejscu Bałtyku rozmiary. Z obliczeń wynikło, że główny falochron zamykający łukiem ujście Świny od strony wschodniej i północnej musi zostać wypuszczony w morze na długość ponad jednego kilometra.
Odrębnym problemem stał się dobór budulca, gdyż z racji długości budowli i siły naporu fal, popularne w innych miejscach Bałtyku palowanie drewnianymi słupami nie mogło być w ogóle brane pod uwagę. Jedynym dostępnym wtedy trwałym budulcem okazał się więc kamień w postaci naturalnych głazów narzutowych o wymiarach około 0,7-1,5 metra i wadze 500-1500 kg każdy. Zgromadzenie tak ogromnej ilości naturalnego budulca (zużyto, szacunkowo, ponad 60 tysięcy metrów sześciennych, a więc około 120 tysięcy ton kamieni) łączyło się z wielkimi nakładami. Dodatkowo trzeba było ułożyć z tych głazów groblę, mającą w części wystającej nad wodę szerokość około 7 metrów, w warunkach ciągłej operacji fal i prądów morskich, a także spoić je za pomocą zaprawy murarskiej. Mimo trudności cała budowa trwała zaledwie 5 lat. Podwodna część budowli sięga w głąb od strony morza na około 6-7 metrów i 10-12 od strony szlaku żeglugowego.

## Opis falochronów
Świnoujskie falochrony składają się z dwóch niezależnych budowli.
Skromniejszego, zachowanego do dziś praktycznie bez żadnych przeróbek, falochronu zachodniego o długości około 250 metrów i szerokości około 7 metrów, zakończonego Stawą Młyny wykonaną w formie pomalowanej na biało atrapy wiatraka. Powierzchnia falochronu wystaje około 1,5 metra ponad poziom wody.
Podobnie jak jego krótszy zachodni odpowiednik, falochron wschodni ma również około 7 metrów szerokości, ale jest znacznie wyższy i oprócz długości 1200 metrów (z czego ponad 1000 wychodzi bezpośrednio w morze), na całym swym wschodnim boku dodatkowo posiada wybudowaną, z ciosanych bloków granitu, koronę o szerokości i wysokości około 3 metrów. W latach 80. XX wieku konstrukcja ta została w  wyremontowana i wzmocniona poprzez zalanie jej na całej powierzchni kilkunastocentymetrową warstwą żelbetu.

## Falochron osłonowy
W latach 2013–2014 w Świnoujściu na wyspie Wolin powstał falochron osłonowy dla Gazoportu. Jest to najdłuższy w Europie falochron. Ma 2974,30 metrów długości, z czego 1,4 km w głąb morza.